# Arroyo Pichinango
El Arroyo Pichinango es un curso de agua uruguayo que atraviesa el departamento de  Colonia perteneciente a la cuenca hidrográfica del Río de la Plata.
Nace en la Cuchilla Grande Inferior y desemboca en el río Rosario tras recorrer alrededor de  27 km.